# Гайнц Вернер
Гайнц Вернер (нім. Heinz Werner; 2 грудня 1917, Берлін — 9 серпня 1979, Ессен) — німецький офіцер, штурмбанфюрер СС. Кавалер Лицарського хреста Залізного хреста з дубовим листям.

## Біографія
Син фабриканта. Після служби в Імперській службі праці в 1937 році вступив у СС (посвідчення № 351 243), служив в полку СС «Германія». З листопада 1938 по жовтня 1939 року навчався в юнкерському училищі СС. У складі полку СС «Фюрер» дивізії посилення СС (потім дивізії СС «Райх») брав участь у Французькій кампанії і Німецько-радянській війні. В 1943 році командував 10-ю ротою, в 1944-45 роках — 3-м батальйоном свого полку. Учасник Арденнського наступу і боїв в Угорщині. 9 травня 1945 року взятий в полон американськими військами. В 1947 році переданий французькій владі за звинуваченням у воєнних злочинах. 14 червня 1951 року виправданий, звільнений і повернувся в Німеччину.

## Звання
- Шутце СС (1937)
- Юнкер СС (1937)
- Оберюнкер СС (1938)
- Унтерштурмфюрер СС (9 листопада 1939)
- Оберштурмфюрер СС (21 червня 1941)
- Гауптштурмфюрер СС (20 квітня 1943)
- Штурмбаннфюрер СС (9 листопада 1944)

## Нагороди
- Почесна шпага рейхсфюрера СС
- Залізний хрест
  - 2-го класу 928 травня 1940)
  - 1-го класу (22 жовтня 1941)
- Штурмовий піхотний знак в сріблі
- Нагрудний знак «За танкову атаку» в бронзі
- Медаль «За зимову кампанію на Сході 1941/42»
- Німецький хрест в золоті (29 травня 1943)
- Нагрудний знак ближнього бою
  - в бронзі (літо 1943)
  - в сріблі (9 листопада 1943)
  - в золоті (квітень 1945)
- Лицарський хрест Залізного хреста з дубовим листям
  - лицарський хрест (23 серпня 1944)
  - дубове листя (№ 864; 6 травня 1945)